# 鬼褲衩
《鬼褲衩》是由WIT STUDIO製作的日本電視動畫，由2022年4月11日起逢星期一至五在東京電視網兒童節目播映。2022年2月3日，初次公開有關本作的消息。

## 登場人物
本作中飾演三位鬼之子的聲優均為初次配音。
堤（聲：野崎結愛）
主角，從鬼島轉學至東京某中學的紅鬼少女，14歲。對人感覺懷疑且有好奇心，性格開朗。
葵（聲：根岸實花）
從鬼島轉學至東京某中學的黃鬼少女，14歲。喜歡輕浮的惡作劇，為另外兩人的領導。
露草（聲：野中ここな）
從鬼島轉學至東京某中學的藍鬼少女，14歲。雖然外表有些天才特質與酷炫，但有時帶點懶散性格。
桃園桃（聲：前田佳織里）
身為桃太郎後裔的14歲少女，生於岡山縣富豪家庭的大小姐，本人自稱自己在東京留學中。
一寸法子（聲：富田美憂）
堤與另外三人的同班同學，14歲。由於個子相當矮、外加上長頭髮經常遮住其面容，所以成為班上不太顯眼的存在。
小熊（聲：井上喜久子）
外表像是自動式玩偶的謎之小熊。

## 外部連結
- 電視動畫官方網站（日語）
- 電視動畫的X（前Twitter）（日語）